# الدارض (السياني)

تعديل مصدري - تعديل

الدارض هي إحدى قرى عزلة الأزارق بمديرية السياني التابعة لمحافظة إب، بلغ تعداد سكانها 600 نسمة حسب تعداد اليمن لعام 2004.